# Fujiantragopan
Fujiantragopan (Tragopan caboti) är en hönsfågel i familjen fasanfåglar som är endemisk för Kina. Den är fåtalig och minskar i antal, så pass att den är upptagen på IUCN:s rödlista för hotade arter, kategoriserad som sårbar.

## Utseende och läten
Fujiantragopanen är en 50–61 cm, distinkt fläckad tragopan. Hanen är omisskännlig, med djupt rödbrun och kraftigt beigefläckad ovansida och halmgul undersida. Det svartaktiga huvudet är mycket praktfullt med bar orange hud i ansiktet, lysande blå och röda uppblåsta flikar, blå "horn", guldgula hjässidor och orangeröda halssidor.
Honan är mindre, med mörkt rostbrun ovansida och gråare undersida täckt av små, vita sparrar. Hona prakttragopan har större och mer ovalfärgade fläckar undertill, tydligare pilspetsteckningar ovan och blå hud kring ögat.
Revirlätet består av en snabb, upprepad serie med fem till 25 toner som varar i två till åtta sekunder, avtagande i både tonhöjd och volym.

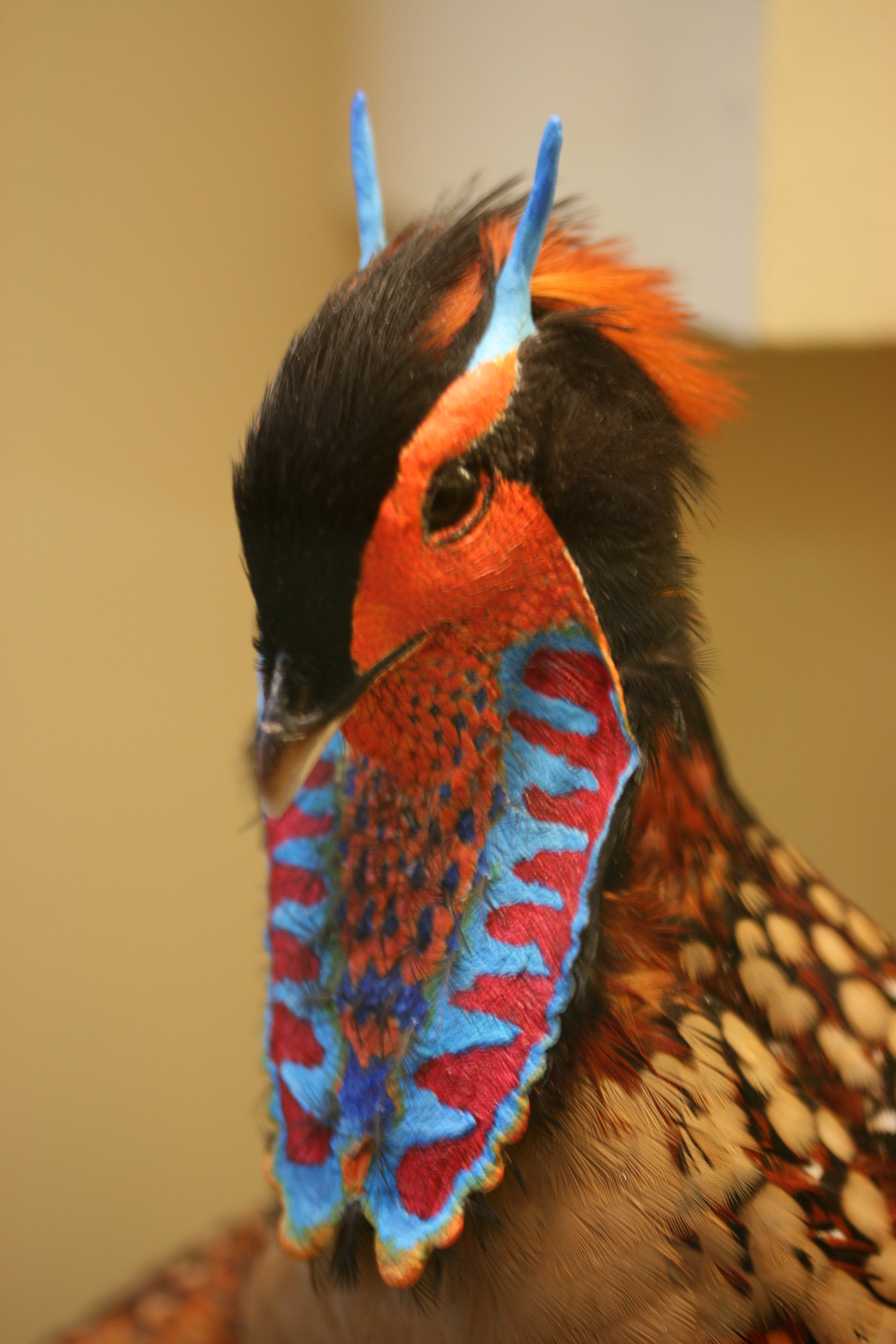

## Utbredning och systematik
Fujiantragopan förekommer i sydöstra Kina i skogsområden på mellan 600 och 1800 meter över havet. Den delas in i två underarter med följande utbredning:
- Tragopan caboti caboti – förekommer i lägre bergsskogar i sydöstra Kina
- Tragopan caboti guangxiensis – förekommer i nordöstra Guangxi, i sydöstra Kina

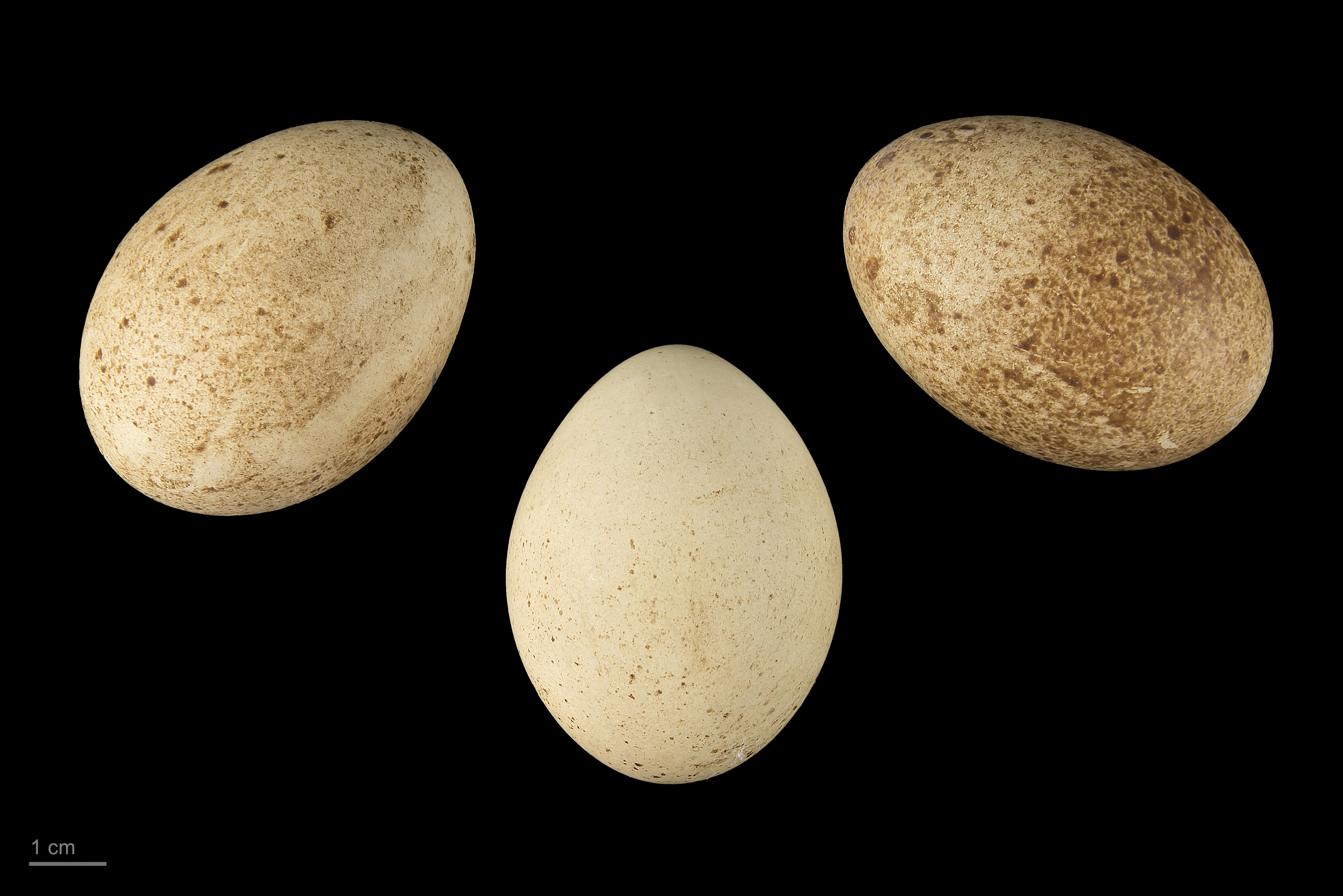
Fujiantragopanens ägg.

## Levnadssätt
Fujiantragopanen hittas i subtropiska städsegröna lövskogar och blandskogar på mellan 600 och 1800 meters höjd, men även i öppna områden ovan trädgränsen. Utbredningen sammanfaller med trädet Daphniphyllum macropodum som den ofta tar nattkvist i och vars blad och frukter den lever av. Olikt många andra tragopaner rör den sig inte till lägre liggande områden vintertid. Arten häckar i stora träd nära bergsryggar på mellan 2,4 och 10 meter ovan mark. Den föredrar lövskog för häckning, men sedan 1990 har allt fler bon hittats i barrskog. Fågeln häckar mellan mars och maj, med en blandning av monogamt och polygamt häckningsbeteende.

## Status och hot
Fujiantragopanen har en liten världspopulation bestående av uppskattningsvis endast 2 500–10 000 vuxna individer. Den tros också minska i antal till följd av omvandling av dess levnadsmiljö till barrskogsplantage och hårt jakttryck. Den är därför upptagen på internationella naturvårdsunionen IUCN:s röda lista över hotade arter, kategoriserad som sårbar (VU).

## Namn
Fågelns vetenskapliga artnamn hedrar Samuel Cabot (1815-1885), amerikansk läkare och kurator i ornitologi för Boston Society of Natural History. Tidigare kallades den cabottragopan även på svenska, men tilldelades 2023 ett mer informativt namn av BirdLife Sveriges taxonomikommitté.